# Under a Killing Moon
Under a Killing Moon (с англ. — «Под убийственной луной») — третья игра из серии квестов о Тексе Мерфи, созданная и выпущенная в продажу компанией Access Software в 1994 году. Игра сочетает вставки full motion video (FMV) с трёхмерным виртуальным миром, по которому игрок может перемещаться. В своё время Under a Killing Moon, распространявшаяся на 4 компакт-дисках, считалась одной из самых больших игр.
По мотивам игры готовился фильм с Солей Мун Фрай в одной из главных ролей, но впоследствии проект был закрыт.

## Сюжет
Игрок выступает в роли частного детектива Текса Мерфи. Жизнь Текса — хуже некуда. Он недавно развёлся со своей женой Сильвией, у него нет работы, мало денег, и живёт он в захудалой части Старого Сан-Франциско. Текс понимает, что в жизни ему нужно что-то менять. Тут ему подворачивается дело — кто-то ограбил ломбард через дорогу от его квартиры. Текс быстро находит виновника и считает, что его удача вернулась.
Но затем загадочная женщина по имени графиня Ренье нанимает его найти свою потерянную статуэтку. Казалось бы, всё хорошо, графиня даже обещает Тексу неслыханное вознаграждение — столько денег сразу он и не видел. Но все надежды рушатся, когда Текс узнаёт, что случайно оказался замешан в дела опасной секты, вознамерившейся уничтожить мир.

## В ролях
- Крис Джонс — Текс Мерфи
- Брайен Кит — Полковник
- Марго Киддер — Барменша
- Расселл Минс — Хамелеон
- Джеймс Эрл Джонс — Небесный Частный Детектив
- Минди Лоусон — Ева Шанце
- Моник Ланье — Графиня Ренье
- Микаил Бэйли — Лоуэлл Персиваль
- Сэнди Дженсен — Эдди Чинг
- Ребекка Клэй — Елена Мур
- Сюзанна Барнс — Челси Бандо
- Рэндалл Эдвардс — Луи ЛаМинц
- Даг Вандегрифт — Рук Гарнер и Бик Нариз
- Джери Кристиан — Франческа Лусидо
- Кевин Л. Джонс — Мак Малден

## Роман
По мотивам игры в 1996 году был создан одноимённый роман Аарона Коннерса. Хотя основной сюжет и действующие лица не изменены, в книге дано больше информации о персонажах. Кроме того, автор сосредоточился на основной сюжетной линии, что сделало роман более похожим на детективы в стиле Чандлера.